# Mario Gómez García
Mario Gómez García (Riedlingen, Baden-Wurtemberg, 10 de julio de 1985) es un exfutbolista germano-español que jugaba como delantero centro. Fue internacional absoluto con la selección de Alemania.

## Trayectoria

### VfB Stuttgart
Inició su carrera profesional en 2003 con el VfB Stuttgart, pero no fue hasta la temporada 2006-07 cuando comenzó a destacar como un prolífico goleador. Aquella temporada, Gómez anotó 14 goles en 25 partidos, superando su marca en la temporada 2007-08.

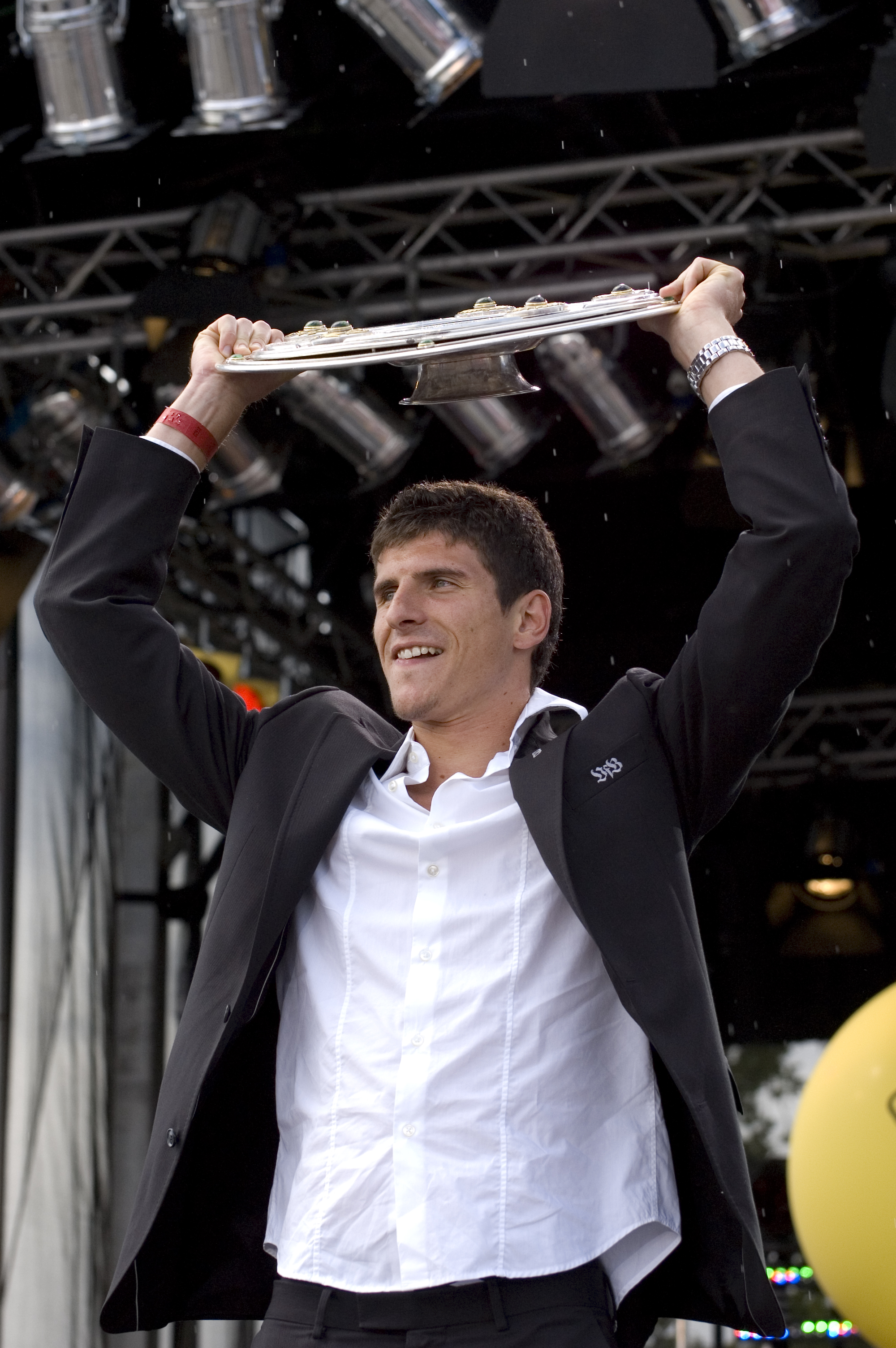
Gómez celebra ganar la Bundesliga con el VfB Stuttgart en Bundesliga 2006-07.

Además, en 2007, logró ser finalista de la Copa de Alemania, donde el VfB Stuttgart cayó frente al 1. FC Nürnberg y, tras 15 años, formó parte del plantel que se coronó campeón de liga por quinta vez en su historia.
En el Stuttgart marcó 19 goles la temporada 2007-2008, quedando en segunda posición en la tabla de goleadores, solo por detrás de Luca Toni con 24. La temporada siguiente marcó 24, quedando en tercera posición por detrás de Grafite y Edin Džeko. 
En mayo de 2009 se hizo público su fichaje por el Bayern de Múnich por una cuantía cercana a los 30 millones de euros, cifra récord en el fútbol alemán.

### Bayern Múnich
Tras haber disputado a finales de julio el torneo amistoso Copa Audi 2009, donde se coronó campeón, realizó su debut oficial el 2 de agosto por la DFB Pokal marcando un doblete en la victoria por 1-3 sobre el Neckarelz. El 15 de agosto, en su tercer partido oficial por el cuadro bávaro, anotó frente al Werder Bremen, en un empate a 1 por la segunda fecha de la temporada 2009-10 de la Bundesliga. El 29 de agosto vuelve a marcar en la victoria de local por 3-0 sobre el VfL Wolfsburgo. La fecha siguiente, disputada el 12 de septiembre, hizo un gol de cabeza en la victoria por 5-1 sobre el Borussia Dortmund en el denominado "Gran Clásico alemán". El 22 de septiembre volvió a marcar en la victoria por 5-0 sobre el Rot-Weiß Oberhausen, encuentro válido para la Copa de Alemania. Tras esto pasaría dos meses enteros sin anotar un gol por el Bayern, hasta que el 22 de noviembre marcó el gol del empate a 1 con el Bayer 04 Leverkusen. Los siguientes goles que anotó el año 2009 fueron: sobre Hannover 96, en partido que terminó en victoria por 3-0; ante Borussia Mönchengladbach en la victoria por 2-1; sobre la Juventus en la victoria por 4-1, por la última fecha de la fase de grupos de la Liga de Campeones 2009-10; contra el VfL Bochum en el triunfo por 5-1; y sobre el Hertha en una goleada por 5-2. En total, pasó seis fechas consecutivas anotando. 
En el año 2010 continuó su racha goleadora en la victoria por 3-0 sobre el 1. FSV Maguncia 05. El 13 de febrero marcó su décimo gol en la Bundesliga en la victoria por 3-1 sobre el clásico rival Borussia Dortmund, el cual sería su último gol en la temporada. Concluyó la temporada 2009-10 de la Bundesliga disputando 29 encuentros y consiguió sólo marcar 10 goles, pero ganó el doblete (Bundesliga y DFB Pokal) con el Bayern. Además, su equipo logró llegar a la final de la Liga de Campeones donde se enfrentaron al Inter de Milán, que también había ganado en Italia la liga y la copa. El partido se disputó el 22 de mayo en Madrid y Gómez ingresó a los 74 minutos por Ivica Olić, pero no pudo evitar la derrota por 0-2 tras dos goles de Diego Milito que le dieron la victoria a los italianos, que se adjudicaron su tercer título. Aunque Gómez no anotó muchos goles ni dio un gran número de asistencias, como lo había hecho  en su anterior equipo, logró ser titular en la mayoría de los encuentros de la temporada 2009-10 bajo la dirección de Louis van Gaal. Además en aquella temporada, hizo pareja de ataque en varias ocasiones con su compañero en la selección alemana Miroslav Klose, con el fin de darle más experiencia con el equipo.

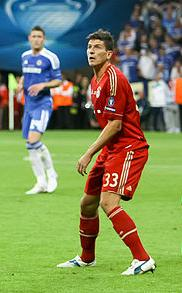
Gómez disputando con el Bayern Múnich la final de la Liga de Campeones 2011-12.

Inició la temporada 2010-11 consagrándose campeón de la Supercopa de Alemania luego de que el Bayern venciera por 2-0 al Schalke 04, partido que Gómez no disputó. El 16 de agosto, en un encuentro por la Copa de Alemania frente al TSV Germania Windeck, ingresó a los 60 minutos por Miroslav Klose para luego anotar a los 85 minutos el último gol en la goleada por 0-4. En la primera mitad de la temporada sus goles fueron: el 17 de octubre tres goles con los que vencieron al Hannover 96 por la octava fecha de la temporada 2010-11 de la Bundesliga, siendo éste su primer hattrick por el Bayern; el 19 de octubre en la victoria por 3-2 sobre el CFR Cluj por la fase de grupos de la Liga de Campeones 2010-11; el 29 de octubre en la victoria por 4-2 sobre el SC Friburgo; el 3 de noviembre en la goleada por 0-4 frente al CFR Cluj por la Liga de Campeones (su primer hattrick en competiciones internacionales de clubes); el 6 de noviembre en el empate a 3 goles con el Borussia Mönchengladbach; la fecha siguiente frente al Núremberg falló un penal, pero logró un doblete en la victoria por 3-0; continuó su racha con el único gol de su equipo en el empate a 1 con el Bayer 04 Leverkusen; un doblete en la derrota 3-2 frente a la Roma por Champions League; el 27 de noviembre al Eintracht Frankfurt en la victoria por 4-1; el 19 de diciembre logra su tercer hattrick en la temporada, en la victoria por 3-5 sobre el Stuttgart; y tres días después volvió a marcarle al Stuttgart en la victoria por 3-6, pero esta vez durante la tercera ronda de la Copa de Alemania.
Tras el receso invernal, Gómez mantuvo su excelente rendimiento goleador, anotando: un hattrick en la goleada por 5-1 sobre el Kaiserslautern el 22 de enero de 2011; el 26 de enero en los cuartos de final de la Copa de Alemania frente al Alemannia Aachen, partido que el Bayern ganó por 0-4; el 5 de febrero en la derrota por 3-2 frente al FC Köln; la fecha siguiente en la victoria por 4-0 sobre el Hoffenheim; la semana siguiente en la victoria por 1-3 sobre el 1. FSV Maguncia 05; el 23 de febrero le dio la victoria a su equipo por 1-0 sobre el Inter de Milán, por los octavos  de final de la Liga de Campeones 2010-11; el 15 de marzo en el encuentro de vuelta frente al Inter, pero fueron derrotados por 2-3, quedando eliminados de la competición; cuatro días después abrió el marcador en la victoria por 1-2 sobre el SC Friburgo; casi un mes después, el jugador logró su quinto triplete de la temporada, en victoria por 5-1 sobre el Bayer 04 Leverkusen el 17 de abril; la semana siguiente aportó con el gol del empate frente al Eintracht Frankfurt; extendió su buena racha en la victoria por 4-1 sobre el Schalke 04; el 7 de mayo obtuvo su sexto hattrick frente al FC St. Pauli en un 8-1, la mayor goleada como visitante en la historia del club en Bundesliga; el 14 de mayo en la última fecha en la victoria por 2-1 sobre el Stuttgart. La temporada 2010-11 consagró a Gómez en el cuadro bávaro, ya que en la Bundesliga 2010-11 disputó 32 encuentros, logrando ser un titular indiscutido tras una lesión de Ivica Olić y en desmedro de Miroslav Klose. Gómez además llegó a la cifra de 13 hattricks en su carrera en la Bundesliga, anotando tres con el VfB Stuttgart y diez con el Bayern. Fue el máximo goleador de la Bundesliga con 28 goles en la temporada 2010-11, además de segundo goleador de la UEFA Champions League junto a Samuel Eto'o con 8 goles, por detrás de Lionel Messi. Contando todas las competiciones, Gómez logró un total de 39 goles en 45 partidos en su segunda temporada con el cuadro bávaro.
El 1 de agosto, en su primer partido oficial de la temporada 2011-12, marcó de penal en la victoria por 0-3 sobre el Eintracht Braunschweig por la primera ronda de la Copa de Alemania. Tras no poder marcar en las dos primeras fechas de la 1. Bundesliga 2011/12, logró marcar su primer gol en el torneo el 20 de agosto en la goleada por 5-0 sobre el Hamburgo. Tres días después aportó con el único gol con el que el Bayern se impone por 0-1 sobre el Zürich por el partido de vuelta de la cuarta ronda previa de Play-off de la Liga de Campeones, consiguiendo de esta manera la clasificación a la fase de grupos. El 27 de agosto marcó nuevamente en la Bundesliga marcando los tres goles con los que vencieron por 0-3 al Kaiserslautern. La fecha siguiente, en el encuentro disputado el 10 de septiembre, tuvo una notable actuación, tras anotar cuatro goles en la goleada por 7-0 sobre el SC Friburgo, siendo la gran figura del encuentro. El 27 de septiembre, el delantero anotó los dos goles con los que su equipo venció al Manchester City por la fase de grupos de la Liga de Campeones 2011-12, partido que es recordado por la negativa a jugar del delantero del equipo inglés Carlos Tévez.
Sumó 37 goles en 41 encuentros oficiales en la temporada 2011-12, repartidos de la siguiente manera: 23 en Bundesliga, 12 en UEFA Champions League y 2 en la Copa de Alemania.
Su abuelo asegura que recibió una oferta del Real Madrid en la temporada 2011-12 pero que la rechazó porque se sentía a gusto en Alemania y porque Jupp Heynckes contaba con él y le daba minutos.

### Fiorentina
En el verano de 2013, al no entrar en los planes del nuevo entrenador del Bayern de Múnich de Pep Guardiola, Gómez fue traspasado a la ACF Fiorentina por 20 millones de euros el 8 de julio. Su presentación en el Estadio Artemio Franchi congregó a 20.000 espectadores aproximadamente.
Tras dos temporadas en el equipo italiano, en las que marcó 14 goles en 47 apariciones, se marchó al fútbol turco, habiéndose previamente clasificado para la UEFA Europa League 2015-16.

### Beşiktaş
El 30 de julio de 2015 se hizo oficial su fichaje por el Beşiktaş, cedido un año con opción de compra. Realizó su debut en el equipo turco el 9 de agosto en un amistoso ante el Olympiacos, que terminó en derrota por 2-1. Su debut en la Superliga de Turquía lo realizó el 16 de agosto frente al Mersin İdmanyurdu, entrando a los 74 minutos en reemplazo de Oğuzhan Özyakup en la victoria por 2-5, en la primera jornada de la temporada 2015/16. El 13 de septiembre marcó sus 2 primeros goles en la Superliga en la victoria por 2-0 sobre el Estambul Başakşehir. El 27 de septiembre metió otro doblete en el Derbi de Estambul frente al Fenerbahçe en la victoria por 3-2. El 4 de octubre anotó su tercer doblete con las águilas negras en la victoria por 1-2 sobre el Eskişehirspor. El 22 de octubre marcó su primer gol en la UEFA Europa League en el empate a 1 frente al Lokomotiv Moscú. Su buen rendimiento se mantuvo tras anotar el 26 de octubre en la goleada por 1-5 sobre el Antalyaspor. La fecha siguiente nuevamente anotó, esta vez en el empate a 3 contra el Kasımpaşa.

### Wolfsburgo
Mario decidió salir del equipo turco debido a la situación política de ese país y es fichado por el VfL Wolfsburgo.

### VfB Stuttgart
El 22 de diciembre de 2017, se confirmó su regreso al VfB Stuttgart.
El 28 de junio de 2020, tras ayudar al equipo a lograr el ascenso a 1. Bundesliga en la temporada 2019-20, anunció su retirada.

## Selección nacional

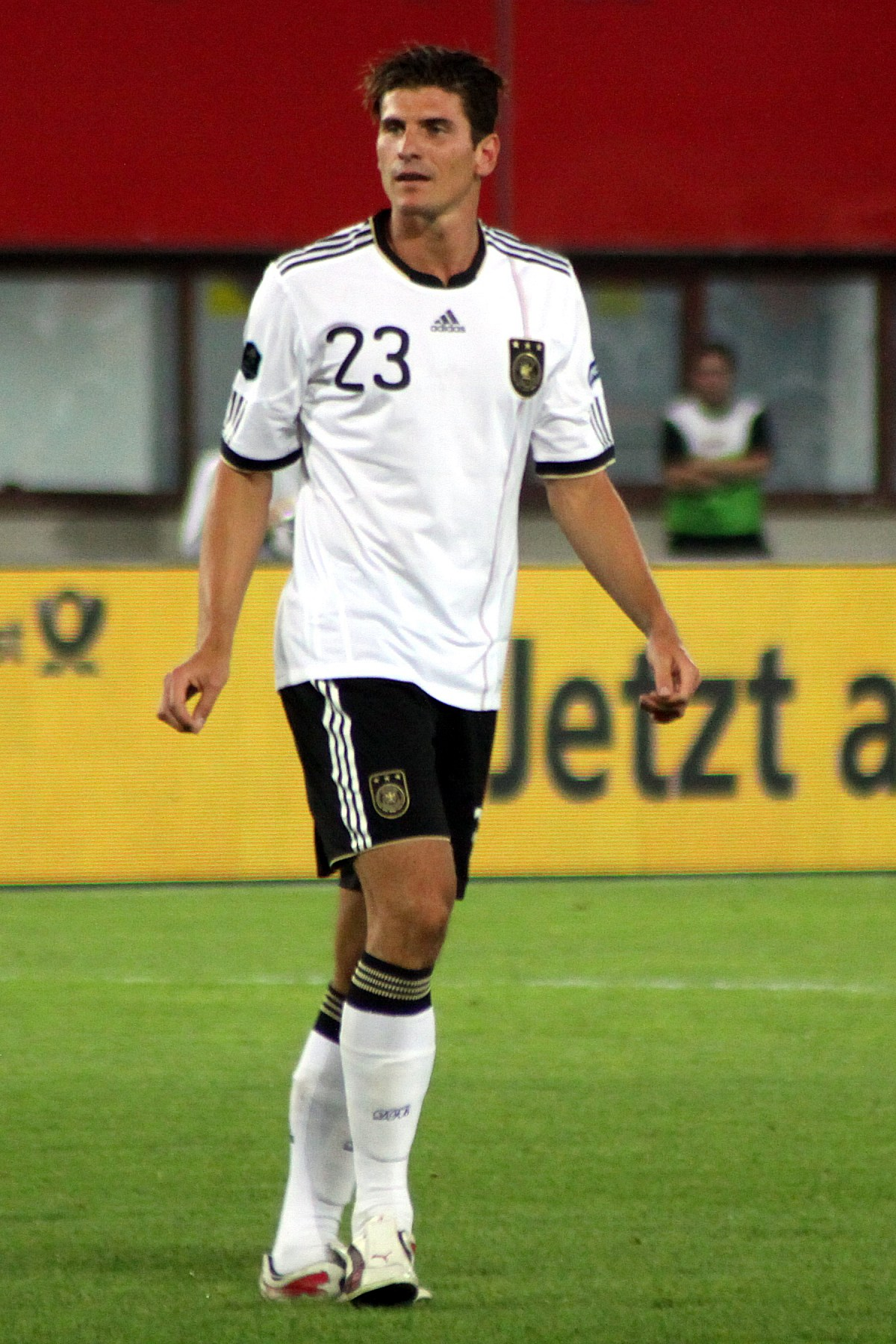
Gómez jugando para en 2011.

Su debut como internacional con la selección de fútbol de Alemania se produjo el 7 de febrero de 2007 en un partido contra Suiza, partido donde marcó el segundo gol para la Mannschaft en la victoria por 3-1. En su segunda aparición el 2 de junio frente a San Marino en la clasificación para la Eurocopa 2008, anotó su primer doblete tras reemplazar a los 59 minutos a Kevin Kurányi en la victoria por 6-0. Finalmente Alemania se clasificaría a la Eurocopa 2008 tras culminar en el segundo lugar del Grupo D con 27 puntos, solamente detrás de República Checa, disputando Gómez 6 encuentros durante la clasificatoria. En el primer amistoso del año 2008 disputado el 6 de febrero frente a Austria, anotó nuevamente en la victoria por 0-3. El 26 de marzo anotó su segundo doblete internacional, en la victoria por 0-4 sobre Suiza.
Tras impresionar de buena manera durante los amistosos previos, en mayo Joachim Löw le incluyó en la nómina de 23 jugadores que participarán en la Eurocopa 2008 a realizarse en Austria y Suiza. Low decidió romper el dúo ofensivo de Lukas Podolski y Miroslav Klose, mandando a Podolski hacia la izquierda en reemplazo de Bastian Schweinsteiger, permitiendo a Gómez jugar junto a Klose en delantera. Sin embargo, en la victoria por 2-0 sobre Polonia y en la derrota por 2-1 frente a Croacia no fue capaz de repetir sus actuaciones llevadas a cabo en su club, desperdiciando claras ocasiones de gol, incluyendo una en el partido crucial frente al local Austria en el último partido de la fase de grupos, siendo bastante criticado por los medios alemanes y por varios fanáticos de la Mannschaft. Finalmente lograrían vencer a Austria con un gol de tiro libre de Michael Ballack, logrando clasificar a cuartos de final tras terminar en el segundo lugar del grupo B con 6 puntos. Luego de haber disputado de titular los 3 partidos de la fase de grupos, Gómez salió de la alineación titular para dar paso a la asociación entre Podolski y Klose. Tras ser suplente en las victorias en cuartos de final sobre Portugal por 2-3 y en semifinales por 3-2 sobre Turquía, el 29 de junio jugó en la final tras ingresar a los 78 minutos en lugar de Miroslav Klose, pero no pudo evitar que Alemania fuera derrotada por 1-0 por España.
El 2 de junio de 2009, en un partido que enfrentaba a su selección con la de Emiratos Árabes Unidos y que terminó con el resultado de 2-7, marcó 4 de los tantos de su equipo, siendo esta su mejor marca personal como internacional. El 5 de septiembre anotó en la victoria por 2-0 sobre Sudáfrica. Además, jugó de manera regular en la clasificación a Sudáfrica 2010 disputando 10 partidos, en la cual Alemania clasificó invicta al Mundial liderando el Grupo 4 con 26 puntos.
El 29 de mayo de 2010 anotó en la victoria por 0-3 sobre Hungría, siendo este un amistoso previo al Mundial. El 1 de junio fue confirmado por Joachim Löw como parte de la lista definitiva de 23 jugadores que viajarían al continente africano para jugar la Copa Mundial de Fútbol de 2010 en Sudáfrica. Debutó en una Copa del Mundo el 13 de junio en Sudáfrica 2010, sustituyendo a Mesut Özil a los 74 minutos ante Australia en la victoria de Alemania por 4-0. El 18 de junio vio acción nuevamente tras ingresar a los 77 minutos por Holger Badstuber, pero no pudo evitar la derrota por 0-1 frente a Serbia. El 23 de junio vería desde el banquillo la victoria por 1-0 sobre Ghana, la cual dejó a Alemania clasificada en el primer lugar del Grupo D. El 27 de junio en octavos de final vencerían categóricamente por 4-1 a Inglaterra, ingresando a los 72 minutos por Miroslav Klose. En cuartos de final derrotaron por 0-4 a Argentina, pero Gómez no vio acción. Volvería a jugar el 7 de julio en la semifinal frente a España tras sustituir a los 81 minutos a Sami Khedira, pero no pudo evitar la derrota por 0-1. Finalmente conseguirían el tercer lugar tras vencer por 3-2 a Uruguay, partido en que Gómez no jugó.

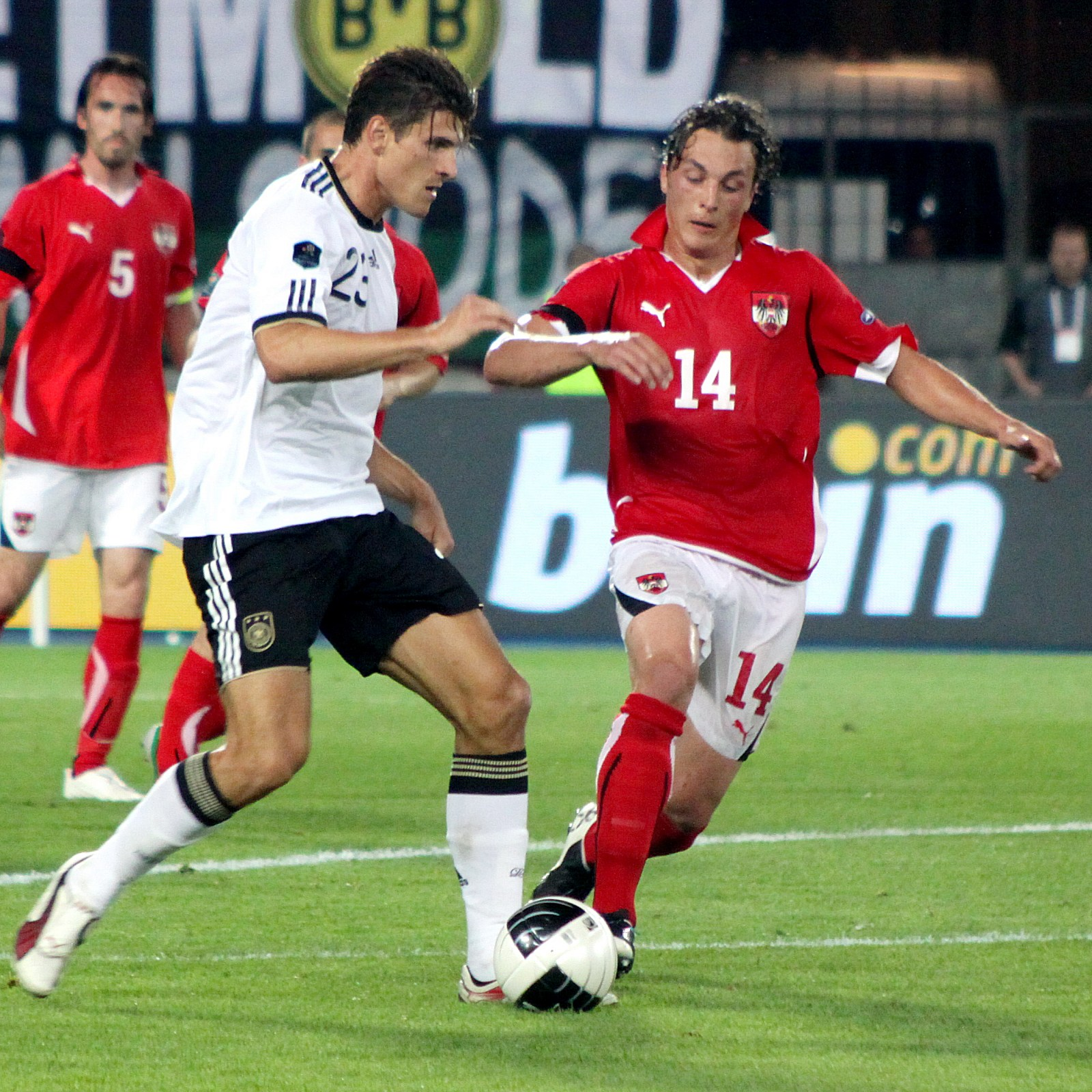
Gómez contra Julian Baumgartlinger en el partido entre Alemania y Austria, durante las Clasificatorias para la Eurocopa 2012.

En el primer amistoso después del Mundial, el 11 de agosto anotó en el empate a 2 goles con Dinamarca. El 12 de octubre anotó en la victoria por 3-0 sobre Kazajistán tras haber ingresado a los 55 minutos por Miroslav Klose, siendo este encuentro de la cuarta fecha de la clasificación para la Eurocopa 2012. El 29 de marzo de 2011, Gómez marcó en la derrota por 1-2 frente a Australia. Volvería a anotar en el partido amistoso siguiente, esta vez en la victoria por 2-1 frente a Uruguay el 29 de mayo. El 3 de junio anotó un doblete en la victoria por 1-2 sobre Austria en la clasificación para la Eurocopa 2012. De esta manera logró realizar lo que no había sido capaz de hacer 3 años antes durante la Eurocopa 2008 frente a los austriacos. En un gesto espontáneo de alivio, besó el poste de la portería tras anotar el primer gol alemán. 4 días después volvería a marcar en la victoria por 1-3 sobre Azerbaiyán. El 7 de octubre anotó por tercer partido consecutivo en las clasificación para la Euro 2012 en la victoria por 1-3 sobre Turquía. Anotó su sexto gol en la fase de clasificación en la última fecha, el 11 de octubre frente a Bélgica cuyo encuentro terminó ganado por 3-1. Alemania lograría su clasificación 3 jornadas antes del final de la fase de clasificación a la Eurocopa 2012, culminando finalmente en el primer lugar del grupo A con 30 puntos. Gómez tendría buena participación con 6 goles en 6 encuentros. El 11 de noviembre capitaneó por primera vez a su selección en el partido amistoso frente a Ucrania, que terminó empatado a 3, siendo este el primer partido en el renovado Estadio Olímpico de Kiev. Este fue su partido número 50 con la selección alemana, siendo con 26 años, el jugador más longevo en la alineación presentada en ese partido.
El 29 de mayo de 2012 fue confirmado en la lista de 23 jugadores que acudirán a representar a Alemania en la Eurocopa 2012 a realizarse en Ucrania y Polonia. En un amistoso previo disputado el 31 de mayo, anotó en la victoria por 2-0 sobre Israel. En la competición se hizo con la titularidad como delantero centro de la selección nacional, por delante de Miroslav Klose, anotando el 9 de junio el único gol con el que vencieron a Portugal. El 13 de junio marcó un doblete en la victoria por 1-2 sobre Países Bajos. Finalmente Alemania clasificó invicta a la siguiente fase liderando el grupo B tras vencer por 1-2 a Dinamarca, jugando hasta los 74 minutos tras ser reemplazado por Miroslav Klose. En cuartos de final perdería la titularidad, ingresando como suplente a los 80 minutos por Klose en la victoria por 4-2 sobre Grecia. En la semifinal frente a Italia recuperó la titularidad, pero no pudo evitar que Alemania fuera vencida por 1-2. Terminó la competición como uno de los goleadores del certamen con 3 goles en 5 partidos, aunque finalmente el español Fernando Torres saldría goleador del torneo debido a que disputó menos minutos que Gómez.
En 2014, debido a una serie de lesiones y a su irregularidad a lo largo de la temporada, no fue considerado por Joachim Löw para la convocatoria a la Copa del Mundo.
El 4 de junio de 2018, el seleccionador Joachim Löw lo incluyó en la lista de 23 para el Mundial.
Mario Gómez jugó su segundo Mundial en la Copa Mundial de Fútbol de 2018 disputada en Rusia. Alemania tuvo una decepcionante actuación, quedando eliminada en la primera fase.

### Participaciones en Copas del Mundo
| Mundial                        | Sede      | Resultado    | Partidos | Goles |
| ------------------------------ | --------- | ------------ | -------- | ----- |
| Copa Mundial de Fútbol de 2010 | Sudáfrica | Tercer lugar | 4        | 0     |
| Copa Mundial de Fútbol de 2018 | Rusia     | Primera fase | 3        | 0     |

### Participaciones en Eurocopas
| Copa          | Sede              | Resultado   | Partidos | Goles |
| ------------- | ----------------- | ----------- | -------- | ----- |
| Eurocopa 2008 | Austria y Suiza   | Subcampeón  | 4        | 0     |
| Eurocopa 2012 | Polonia y Ucrania | Semifinales | 5        | 3     |
| Eurocopa 2016 | Francia           | Semifinales | 4        | 2     |

### Resumen de partidos internacionales
Actualizado al último partido jugado el 26 de marzo de 2017.
| 1     | 7 de febrero de 2007     | ESPRIT arena, Düsseldorf, Alemania                      | Alemania               | 3-1        | Austria              |    | Amistoso                            |
| 2     | 2 de junio de 2007       | Grundig Stadion, Núremberg, Alemania                    | Alemania               | 6-0        | San Marino           |    | Clasificación para la Eurocopa 2008 |
| 3     | 6 de junio de 2007       | Imtech Arena, Hamburgo, Alemania                        | Alemania               | 2-1        | Eslovaquia           |    | Clasificación para la Eurocopa 2008 |
| 4     | 13 de octubre de 2007    | Croke Park, Dublín, Irlanda                             | Irlanda                | 2-2        | Alemania             |    | Clasificación para la Eurocopa 2008 |
| 5     | 17 de octubre de 2007    | Allianz Arena, Múnich, Alemania                         | Alemania               | 0-3        | República Checa      |    | Clasificación para la Eurocopa 2008 |
| 6     | 17 de noviembre de 2007  | AWD Arena, Hannover, Alemania                           | Alemania               | 4-0        | Chipre               |    | Clasificación para la Eurocopa 2008 |
| 7     | 21 de noviembre de 2007  | Commerzbank-Arena, Fráncfort del Meno, Alemania         | Alemania               | 0-0        | Gales                |    | Clasificación para la Eurocopa 2008 |
| 8     | 6 de febrero de 2008     | Estadio Ernst Happel, Viena, Austria                    | Austria                | 0-3        | Alemania             |    | Amistoso                            |
| 9     | 26 de marzo de 2008      | St. Jakob Park, Basilea, Suiza                          | Suiza                  | 0-4        | Alemania             |    | Amistoso                            |
| 10    | 31 de mayo de 2008       | Veltins-Arena, Gelsenkirchen, Alemania                  | Alemania               | 2-1        | Serbia               |    | Amistoso                            |
| 11    | 8 de junio de 2008       | Wörtherseestadion, Klagenfurt, Austria                  | Alemania               | 2-0        | Polonia              |    | Eurocopa 2008                       |
| 12    | 12 de junio de 2008      | Wörtherseestadion, Klagenfurt, Austria                  | Croacia                | 2-1        | Alemania             |    | Eurocopa 2008                       |
| 13    | 16 de junio de 2008      | Estadio Ernst Happel, Viena, Austria                    | Austria                | 0-1        | Alemania             |    | Eurocopa 2008                       |
| 14    | 29 de junio de 2008      | Estadio Ernst Happel, Viena, Austria                    | Alemania               | 0-1        | España               |    | Eurocopa 2008                       |
| 15    | 20 de agosto de 2008     | Grundig Stadion, Núremberg, Alemania                    | Alemania               | 2-0        | Bélgica              |    | Amistoso                            |
| 16    | 6 de septiembre de 2008  | Rheinpark Stadion, Vaduz, Liechtenstein                 | Liechtenstein          | 0-6        | Alemania             |    | Clasificación para el Mundial 2010  |
| 17    | 10 de septiembre de 2008 | Estadio Olímpico de Helsinki, Helsinki, Finlandia       | Finlandia              | 3-3        | Alemania             |    | Clasificación para el Mundial 2010  |
| 18    | 11 de octubre de 2008    | Signal Iduna Park, Dortmund, Alemania                   | Alemania               | 2-1        | Rusia                |    | Clasificación para el Mundial 2010  |
| 19    | 15 de octubre de 2008    | Borussia Park, Mönchengladbach, Alemania                | Alemania               | 1-0        | Gales                |    | Clasificación para el Mundial 2010  |
| 20    | 19 de noviembre de 2008  | Estadio Olímpico de Berlín, Berlín, Alemania            | Alemania               | 1-2        | Inglaterra           |    | Amistoso                            |
| 21    | 11 de febrero de 2009    | ESPRIT arena, Düsseldorf, Alemania                      | Alemania               | 0-1        | Noruega              |    | Amistoso                            |
| 22    | 28 de marzo de 2009      | Red Bull Arena, Leipzig, Alemania                       | Alemania               | 4-0        | Liechtenstein        |    | Clasificación para el Mundial 2010  |
| 23    | 1 de abril de 2009       | Millennium Stadium, Cardiff, Gales                      | Gales                  | 0-2        | Alemania             |    | Clasificación para el Mundial 2010  |
| 24    | 29 de mayo de 2009       | Estadio de Shanghái, Shanghái, China                    | China                  | 1-1        | Alemania             |    | Amistoso                            |
| 25    | 2 de junio de 2009       | Al-Maktoum Stadium, Dubái, Emiratos Árabes Unidos       | Emiratos Árabes Unidos | 2-7        | Alemania             |    | Amistoso                            |
| 26    | 12 de agosto de 2009     | Estadio Tofiq Bəhramov, Bakú, Azerbaiyán                | Azerbaiyán             | 0-2        | Alemania             |    | Clasificación para el Mundial 2010  |
| 27    | 5 de septiembre de 2009  | BayArena, Leverkusen, Alemania                          | Alemania               | 2-0        | Sudáfrica            |    | Amistoso                            |
| 28    | 9 de septiembre de 2009  | AWD Arena, Hannover, Alemania                           | Alemania               | 4-0        | Azerbaiyán           |    | Clasificatorias a Sudáfrica 2010    |
| 29    | 10 de octubre de 2009    | Estadio Olímpico Luzhnikí, Moscú, Rusia                 | Rusia                  | 0-1        | Alemania             |    | Clasificación para el Mundial 2010  |
| 30    | 14 de octubre de 2009    | Imtech Arena, Hamburgo, Alemania                        | Alemania               | 1-1        | Finlandia            |    | Clasificación para el Mundial 2010  |
| 31    | 18 de noviembre de 2009  | Veltins-Arena, Gelsenkirchen, Alemania                  | Alemania               | 2-2        | Costa de Marfil      |    | Amistoso                            |
| 32    | 3 de marzo de 2010       | Allianz Arena, Múnich, Alemania                         | Alemania               | 0-1        | Argentina            |    | Amistoso                            |
| 33    | 29 de mayo de 2010       | Estadio Ferenc Puskás, Budapest, Hungría                | Hungría                | 0-3        | Alemania             |    | Amistoso                            |
| 34    | 3 de junio de 2010       | Commerzbank-Arena, Fráncfort del Meno, Alemania         | Alemania               | 3-1        | Bosnia y Herzegovina |    | Amistoso                            |
| 35    | 13 de junio de 2010      | Estadio Moses Mabhida, Durban, Sudáfrica                | Alemania               | 4-0        | Australia            |    | Copa Mundial de Fútbol de 2010      |
| 36    | 18 de junio de 2010      | Estadio Nelson Mandela Bay, Puerto Elizabeth, Sudáfrica | Alemania               | 0-1        | Serbia               |    | Copa Mundial de Fútbol de 2010      |
| 37    | 27 de junio de 2010      | Estadio Free State, Bloemfontein, Sudáfrica             | Alemania               | 4-1        | Inglaterra           |    | Copa Mundial de Fútbol de 2010      |
| 38    | 7 de julio de 2010       | Estadio Moses Mabhida, Durban, Sudáfrica                | Alemania               | 0-1        | España               |    | Copa Mundial de Fútbol de 2010      |
| 39    | 11 de agosto de 2010     | Parken Stadion, Copenhague, Dinamarca                   | Dinamarca              | 2-2        | Alemania             |    | Amistoso                            |
| 40    | 12 de octubre de 2010    | Astana Arena, Astana, Kazajistán                        | Kazajistán             | 0-3        | Alemania             |    | Clasificatorias a la Eurocopa 2012  |
| 41    | 17 de noviembre de 2010  | Estadio Ullevi, Gotemburgo, Suecia                      | Suecia                 | 0-0        | Alemania             |    | Amistoso                            |
| 42    | 26 de marzo de 2011      | Fritz-Walter-Stadion, Kaiserslautern, Alemania          | Alemania               | 4-0        | Kazajistán           |    | Clasificación para la Eurocopa 2012 |
| 43    | 29 de marzo de 2011      | Borussia Park, Mönchengladbach, Alemania                | Alemania               | 1-2        | Australia            |    | Amistoso                            |
| 44    | 29 de mayo de 2011       | Rhein-Neckar-Arena, Sinsheim, Alemania                  | Alemania               | 2-1        | Uruguay              |    | Amistoso                            |
| 45    | 3 de junio de 2011       | Estadio Ernst Happel, Viena, Austria                    | Austria                | 1-2        | Alemania             |    | Clasificación para la Eurocopa 2012 |
| 46    | 7 de junio de 2011       | Estadio Tofiq Bəhramov, Bakú, Azerbaiyán                | Azerbaiyán             | 1-3        | Alemania             |    | Clasificación para la Eurocopa 2012 |
| 47    | 10 de agosto de 2011     | Mercedes-Benz Arena, Stuttgart, Alemania                | Alemania               | 3-2        | Brasil               |    | Amistoso                            |
| 48    | 7 de octubre de 2011     | Türk Telekom Arena, Estambul, Turquía                   | Turquía                | 1-3        | Alemania             |    | Clasificación para la Eurocopa 2012 |
| 49    | 11 de octubre de 2011    | ESPRIT arena, Düsseldorf, Alemania                      | Alemania               | 3-1        | Bélgica              |    | Clasificación para la Eurocopa 2012 |
| 50    | 11 de noviembre de 2011  | Estadio Olímpico de Kiev, Kiev, Ucrania                 | Ucrania                | 3-3        | Alemania             |    | Amistoso                            |
| 51    | 29 de febrero de 2012    | Weserstadion, Bremen, Alemania                          | Alemania               | 1-2        | Francia              |    | Amistoso                            |
| 52    | 31 de mayo de 2012       | Red Bull Arena, Leipzig, Alemania                       | Alemania               | 2-0        | Israel               |    | Amistoso                            |
| 53    | 9 de junio de 2012       | Arena Lviv, Leópolis, Ucrania                           | Alemania               | 1-0        | Portugal             |    | Eurocopa 2012                       |
| 54    | 13 de junio de 2012      | Estadio Metalist, Járkov, Ucrania                       | Holanda                | 1-2        | Alemania             |    | Eurocopa 2012                       |
| 55    | 17 de junio de 2012      | Arena Lviv, Leópolis, Ucrania                           | Dinamarca              | 1-2        | Alemania             |    | Eurocopa 2012                       |
| 56    | 22 de junio de 2012      | PGE Arena Gdansk, Gdansk, Polonia                       | Alemania               | 4-2        | Grecia               |    | Eurocopa 2012                       |
| 57    | 28 de junio de 2012      | Estadio Nacional de Varsovia, Varsovia, Polonia         | Alemania               | 1-2        | Italia               |    | Eurocopa 2012                       |
| 58    | 6 de febrero de 2013     | Stade de France, Saint-Denis, Francia                   | Francia                | 1-2        | Alemania             |    | Amistoso                            |
| 59    | 14 de agosto de 2013     | Fritz-Walter-Stadion, Kaiserslautern, Alemania          | Alemania               | 3-3        | Paraguay             |    | Amistoso                            |
| 60    | 3 de septiembre de 2014  | ESPRIT arena, Düsseldorf, Alemania                      | Alemania               | 2-4        | Argentina            |    | Amistoso                            |
| 61    | 13 de noviembre de 2015  | Stade de France, Saint-Denis, Francia                   | Francia                | 2-0        | Alemania             |    | Amistoso                            |
| 62    | 26 de marzo de 2016      | Olympiastadion, Berlín, Alemania                        | Alemania               | 2-3        | Inglaterra           |    | Amistoso                            |
| 63    | 29 de mayo de 2016       | WWK Arena, Augsburgo, Alemania                          | Alemania               | 1-3        | Eslovaquia           |    | Amistoso                            |
| 64    | 4 de junio de 2016       | Veltins-Arena, Gelsenkirchen, Alemania                  | Alemania               | 2-0        | Hungría              |    | Amistoso                            |
| 65    | 16 de junio de 2016      | Stade de France, Saint-Denis, Francia                   | Alemania               | 0-0        | Polonia              |    | Eurocopa 2016                       |
| 66    | 21 de junio de 2016      | Parc Olympique Lyonnais, Lyon, Francia                  | Irlanda del Norte      | 0-1        | Alemania             |    | Eurocopa 2016                       |
| 67    | 26 de junio de 2016      | Stade Pierre-Mauroy, Lille, Francia                     | Alemania               | 3-0        | Eslovaquia           |    | Eurocopa 2016                       |
| 68    | 2 de julio de 2016       | Estadio Matmut Atlantique, Burdeos, Francia             | Alemania               | 1(6)-1(5)  | Italia               |    | Eurocopa 2016                       |
| 69    | 11 de noviembre de 2016  | Estadio Olímpico de San Marino, Serravalle, San Marino  | San Marino             | 0-8        | Alemania             |    | Clasificación para el Mundial 2018  |
| 70    | 26 de marzo de 2017      | Estadio Tofiq Bəhramov, Bakú, Azerbaiyán                | Azerbaiyán             | 1-4        | Alemania             |    | Clasificación para el Mundial 2018  |
| Total | Total                    | Total                                                   | Total                  | Presencias | 70                   | 30 |                                     |

## Estadísticas

### Clubes
| VfB Stuttgart II · Alemania |               |               |     |     |    |    |    |    |    |    |     |     |     |      |      |
| 3.ª | 2003-04       | 19            | 6   | 2   | —  | —  | —  | —  | —  | —  | 19  | 6   | 2   | 0,32 |      |
| 3.ª | 2004-05       | 24            | 15  | 6   | —  | —  | —  | —  | —  | —  | 24  | 15  | 6   | 0,63 |      |
| Total club | Total club    | 43            | 21  | 8   | 0  | 0  | 0  | 0  | 0  | 0  | 43  | 21  | 8   | 0,49 |      |
| VfB Stuttgart · Alemania |               |               |     |     |    |    |    |    |    |    |     |     |     |      |      |
| 1.ª | 2003-04       | 1             | 0   | 0   | —  | —  | —  | 1  | 0  | 0  | 2   | 0   | 0   | 0,00 |      |
| 1.ª | 2004-05       | 8             | 0   | 0   | 1  | 0  | 0  | 1  | 0  | 0  | 10  | 0   | 0   | 0,00 |      |
| 1.ª | 2005-06       | 30            | 6   | 2   | 3  | 0  | 0  | 5  | 2  | 0  | 38  | 8   | 2   | 0,21 |      |
| 1.ª | 2006-07       | 25            | 14  | 7   | 5  | 2  | 0  | —  | —  | —  | 30  | 16  | 7   | 0,53 |      |
| 1.ª | 2007-08       | 25            | 19  | 4   | 3  | 6  | 0  | 4  | 3  | 0  | 32  | 28  | 4   | 0,88 |      |
| 1.ª | 2008-09       | 32            | 24  | 6   | 2  | 3  | 0  | 10 | 8  | 1  | 44  | 35  | 7   | 0,80 |      |
| 1.ª | 2017-18       | 16            | 8   | 1   | —  | —  | —  | —  | —  | —  | 16  | 8   | 1   | 0,50 |      |
| 1.ª | 2018-19       | 31            | 7   | 2   | 3  | 1  | 0  | —  | —  | —  | 34  | 8   | 2   | 0,24 |      |
| 2.ª | 2019-20       | 22            | 6   | 0   | 1  | 0  | 0  | —  | —  | —  | 23  | 6   | 0   | 0,26 |      |
| Total club | Total club    | 181           | 79  | 24  | 18 | 11 | 0  | 21 | 13 | 1  | 220 | 104 | 23  | 0,47 |      |
| Bayern de Múnich · Alemania |               |               |     |     |    |    |    |    |    |    |     |     |     |      |      |
| 1.ª | 2009-10       | 29            | 10  | 4   | 4  | 3  | 1  | 12 | 1  | 1  | 45  | 14  | 6   | 0,31 |      |
| 1.ª | 2010-11       | 32            | 28  | 3   | 5  | 3  | 1  | 8  | 8  | 1  | 45  | 39  | 5   | 0,87 |      |
| 1.ª | 2011-12       | 33            | 26  | 3   | 5  | 2  | 1  | 14 | 13 | 1  | 52  | 41  | 5   | 0,79 |      |
| 1.ª | 2012-13       | 21            | 11  | 1   | 4  | 6  | 0  | 7  | 2  | 2  | 32  | 19  | 3   | 0,59 |      |
| Total club | Total club    | 115           | 75  | 11  | 18 | 14 | 3  | 41 | 24 | 5  | 174 | 113 | 19  | 0,65 |      |
| ACF Fiorentina · Italia |               |               |     |     |    |    |    |    |    |    |     |     |     |      |      |
| 1.ª | 2013-14       | 9             | 3   | 1   | —  | —  | —  | 6  | 1  | 0  | 15  | 4   | 1   | 0,27 |      |
| 1.ª | 2014-15       | 20            | 4   | 2   | 4  | 4  | 0  | 8  | 2  | 0  | 32  | 10  | 2   | 0,31 |      |
| Total club | Total club    | 29            | 7   | 3   | 4  | 4  | 0  | 14 | 3  | 0  | 47  | 14  | 3   | 0,30 |      |
| Beşiktaş Turquía |               |               |     |     |    |    |    |    |    |    |     |     |     |      |      |
| 1.ª | 2015-16       | 33            | 26  | 5   | 3  | 0  | 0  | 5  | 2  | 0  | 41  | 28  | 5   | 0,68 |      |
| Total club | Total club    | 33            | 26  | 5   | 3  | 0  | 0  | 5  | 2  | 0  | 41  | 28  | 5   | 0,68 |      |
| VfL Wolfsburgo · Alemania |               |               |     |     |    |    |    |    |    |    |     |     |     |      |      |
| 1.ª | 2016-17       | 33            | 16  | 1   | 4  | 2  | 0  | —  | —  | —  | 37  | 18  | 1   | 0,49 |      |
| 1.ª | 2017-18       | 12            | 1   | 2   | 3  | 0  | 0  | —  | —  | —  | 15  | 1   | 2   | 0,07 |      |
| Total club | Total club    | 45            | 17  | 3   | 7  | 2  | 0  | 0  | 0  | 0  | 52  | 19  | 3   | 0,37 |      |
| Total carrera | Total carrera | Total carrera | 446 | 224 | 52 | 50 | 31 | 3  | 81 | 42 | 6   | 577 | 297 | 61   | 0,52 |
| (1) Incluye datos de la Copa de la Liga de Alemania (2005); Copa Italia (2015); Copa de Turquía (2016); Play-off Bundesliga (2017-19); Copa de Alemania (2004-Act.). (2) Incluye datos de la Liga de Campeones de la UEFA (2004-13); Copa de la UEFA/Liga Europa de la UEFA (2004-15). (3) Media de goles por encuentro. No incluye goles en partidos amistosos. |               |               |     |     |    |    |    |    |    |    |     |     |     |      |      |

### Selecciones
| Selección | Temporada     | Amistosos | Amistosos | Amistosos | Europa(1) | Europa(1) | Europa(1) | Mundial | Mundial | Mundial | Total | Total | Total  | Media goleadora |
| Selección | Temporada     | Part.     | Goles     | Asist.    | Part.     | Goles     | Asist.    | Part.   | Goles   | Asist.  | Part. | Goles | Asist. | Media goleadora |
| --- | ------------- | --------- | --------- | --------- | --------- | --------- | --------- | ------- | ------- | ------- | ----- | ----- | ------ | --------------- |
| Sub-15 · Alemania | 1999          | 3         | 1         | 0         | —         | —         | —         | —       | —       | —       | 3     | 1     | 0      | 0,33            |
| Sub-15 · Alemania | Total         | 3         | 1         | 0         | 0         | 0         | 0         | 0       | 0       | 0       | 3     | 1     | 0      | 0,33            |
| Sub-17 · Alemania | 2001          | 4         | 1         | 1         | 4         | 2         | 2         | —       | —       | —       | 8     | 3     | 3      | 0,38            |
| Sub-17 · Alemania | 2002          | 2         | 0         | 0         | 4         | 2         | 2         | —       | —       | —       | 6     | 2     | 2      | 0,33            |
| Sub-17 · Alemania | Total         | 6         | 1         | 1         | 8         | 4         | 4         | 0       | 0       | 0       | 14    | 5     | 5      | 0,36            |
| Sub-18 · Alemania | 2002          | 4         | 0         | 0         | —         | —         | —         | —       | —       | —       | 4     | 0     | 0      | 0,00            |
| Sub-18 · Alemania | Total         | 4         | 0         | 0         | 0         | 0         | 0         | 0       | 0       | 0       | 4     | 0     | 0      | 0,00            |
| Sub-19 · Alemania | 2003          | 7         | 5         | 2         | 5         | 5         | 1         | —       | —       | —       | 12    | 10    | 3      | 0,83            |
| Sub-19 · Alemania | 2004          | 2         | 0         | 0         | 5         | 1         | 2         | —       | —       | —       | 7     | 1     | 2      | 0,14            |
| Sub-19 · Alemania | Total         | 9         | 5         | 2         | 10        | 6         | 3         | 0       | 0       | 0       | 19    | 11    | 5      | 0,58            |
| Sub-20 · Alemania | 2004          | 3         | 0         | 1         | —         | —         | —         | —       | —       | —       | 3     | 0     | 1      | 0,00            |
| Sub-20 · Alemania | 2005          | 3         | 1         | 1         | —         | —         | —         | —       | —       | —       | 3     | 1     | 1      | 0,33            |
| Sub-20 · Alemania | 2006          | 2         | 1         | 0         | —         | —         | —         | —       | —       | —       | 2     | 1     | 0      | 0,50            |
| Sub-20 · Alemania | Total         | 8         | 2         | 2         | 0         | 0         | 0         | 0       | 0       | 0       | 8     | 2     | 2      | 0,25            |
| Sub-21 · Alemania | 2005          | —         | —         | —         | 1         | 0         | 0         | —       | —       | —       | 1     | 0     | 0      | 0,00            |
| Sub-21 · Alemania | 2006          | 1         | 0         | 0         | 4         | 1         | 1         | —       | —       | —       | 5     | 1     | 1      | 0,20            |
| Sub-21 · Alemania | Total         | 1         | 0         | 0         | 5         | 1         | 1         | 0       | 0       | 0       | 6     | 1     | 1      | 0,17            |
| Absoluta B · Alemania | 2005          | 2         | 1         | 0         | —         | —         | —         | —       | —       | —       | 2     | 1     | 0      | 0,50            |
| Absoluta B · Alemania | Total         | 2         | 1         | 0         | 0         | 0         | 0         | 0       | 0       | 0       | 2     | 1     | 0      | 0,50            |
| Absoluta · Alemania | 2007          | 1         | 1         | 0         | 6         | 2         | 0         | —       | —       | —       | 7     | 3     | 0      | 0,43            |
| Absoluta · Alemania | 2008          | 5         | 3         | 1         | 8         | 0         | 0         | —       | —       | —       | 13    | 3     | 1      | 0,23            |
| Absoluta · Alemania | 2009          | 5         | 5         | 0         | 6         | 0         | 2         | —       | —       | —       | 11    | 5     | 2      | 0,46            |
| Absoluta · Alemania | 2010          | 5         | 2         | 0         | 1         | 1         | 0         | 4       | 0       | 0       | 10    | 3     | 0      | 0,30            |
| Absoluta · Alemania | 2011          | 4         | 2         | 0         | 5         | 5         | 1         | —       | —       | —       | 9     | 7     | 1      | 0,78            |
| Absoluta · Alemania | 2012          | 2         | 1         | 0         | 5         | 3         | 1         | —       | —       | —       | 7     | 4     | 1      | 0,57            |
| Absoluta · Alemania | 2013          | 2         | 0         | 0         | —         | —         | —         | —       | —       | —       | 2     | 0     | 0      | 0,00            |
| Absoluta · Alemania | 2014          | 1         | 0         | 0         | —         | —         | —         | —       | —       | —       | 1     | 0     | 0      | 0,00            |
| Absoluta · Alemania | 2015          | 1         | 0         | 0         | —         | —         | —         | —       | —       | —       | 1     | 0     | 0      | 0,00            |
| Absoluta · Alemania | 2016          | 3         | 2         | 0         | 5         | 2         | 0         | —       | —       | —       | 8     | 4     | 0      | 0,50            |
| Absoluta · Alemania | 2017          | —         | —         | —         | 2         | 2         | 0         | —       | —       | —       | 2     | 2     | 0      | 1,00            |
| Absoluta · Alemania | 2018          | 4         | 0         | 0         | —         | —         | —         | 3       | 0       | 1       | 7     | 0     | 1      | 0,00            |
| Absoluta · Alemania | Total         | 33        | 16        | 1         | 38        | 15        | 4         | 7       | 0       | 1       | 78    | 31    | 6      | 0,40            |
| Total carrera | Total carrera | 66        | 26        | 6         | 61        | 26        | 12        | 7       | 0       | 1       | 134   | 52    | 19     | 0,39            |
| (1) Incluye los partidos de la Eurocopa Sub-17 (2001-02); Eurocopa Sub-19 (2003-04); Eurocopa Sub-21 (2005-06); Eurocopa / Clasificatorias Europeas (2007-17). |               |           |           |           |           |           |           |         |         |         |       |       |        |                 |

### Resumen estadístico
| Competición           | Partidos | Goles | Promedio | Asistencias | Promedio | Goles y asistencias | Promedio |
| --------------------- | -------- | ----- | -------- | ----------- | -------- | ------------------- | -------- |
| Primera División      | 390      | 203   | 0,52     | 44          | 0,11     | 247                 | 0,63     |
| Segunda División      | 13       | 1     | 0,08     | 0           | 0,00     | 1                   | 0,08     |
| Tercera División      | 43       | 21    | 0,49     | 8           | 0,19     | 29                  | 0,67     |
| Copas nacionales      | 50       | 32    | 0,64     | 3           | 0,06     | 35                  | 0,70     |
| Copas Internacionales | 81       | 42    | 0,52     | 6           | 0,07     | 48                  | 0,59     |
| Selección absoluta    | 78       | 31    | 0,40     | 6           | 0,08     | 37                  | 0,47     |
| Selección absoluta B  | 2        | 1     | 0,50     | 0           | 0,00     | 1                   | 0,50     |
| Selección sub-21      | 6        | 1     | 0,17     | 1           | 0,17     | 2                   | 0,33     |
| Selección sub-20      | 8        | 2     | 0,25     | 2           | 0,25     | 4                   | 0,50     |
| Selección sub-19      | 19       | 11    | 0,58     | 5           | 0,26     | 16                  | 0,84     |
| Selección sub-18      | 4        | 0     | 0,00     | 0           | 0,00     | 0                   | 0,00     |
| Selección sub-17      | 14       | 5     | 0,36     | 5           | 0,36     | 10                  | 0,71     |
| Selección sub-15      | 3        | 1     | 0,33     | 0           | 0,00     | 1                   | 0,33     |
| Total                 | 711      | 351   | 0,49     | 80          | 0,11     | 431                 | 0,61     |

### Hat-tricks
| 1  | 30 de enero de 2008      | Weserstadion, Bremen                  | Werder Bremen II - VfB Stuttgart    |  | 2 - 3 | Copa de Alemania 2007-08  |
| 2  | 8 de marzo de 2008       | Mercedes-Benz Arena, Stuttgart        | VfB Stuttgart - Werder Bremen       |  | 6 - 3 | 1. Bundesliga 2007-08     |
| 3  | 18 de abril de 2009      | Rhein Energie, Colonia                | Köln - VfB Stuttgart                |  | 0 - 3 | 1. Bundesliga 2008-09     |
| 4  | 9 de mayo de 2009        | Mercedes-Benz Arena, Stuttgart        | VfB Stuttgart - Wolfsburgo          |  | 4 - 1 | 1. Bundesliga 2008-09     |
| 5  | 2 de junio de 2009       | Maktoum Bin Rashid Al Maktoum, Dubái  | Emiratos Árabes Unidos - Alemania   |  | 2 - 7 | Amistoso                  |
| 6  | 16 de octubre de 2010    | Allianz Arena, Múnich                 | Bayern Múnich - Hannover 96         |  | 3 - 0 | 1. Bundesliga 2010-11     |
| 7  | 3 de noviembre de 2010   | Dr. Constantin Rădulescu, Cluj-Napoca | CFR Cluj - Bayern Múnich            |  | 0 - 4 | Liga de Campeones 2010-11 |
| 8  | 19 de diciembre de 2010  | Mercedes-Benz Arena, Stuttgart        | VfB Stuttgart - Bayern Múnich       |  | 3 - 5 | 1. Bundesliga 2010-11     |
| 9  | 22 de enero de 2011      | Allianz Arena, Múnich                 | Bayern Múnich - Kaiserslautern      |  | 5 - 1 | 1. Bundesliga 2010-11     |
| 10 | 17 de abril de 2011      | Allianz Arena, Múnich                 | Bayern Múnich - Bayer 04 Leverkusen |  | 5 - 1 | 1. Bundesliga 2010-11     |
| 11 | 7 de mayo de 2011        | Millerntor-Stadion, Sankt Pauli       | St. Pauli - Bayern Múnich           |  | 1 - 8 | 1. Bundesliga 2010-11     |
| 12 | 27 de agosto de 2011     | Fritz-Walter-Stadion, Kaiserslautern  | Kaiserslautern - Bayern Múnich      |  | 0 - 3 | 1. Bundesliga 2011-12     |
| 13 | 10 de septiembre de 2011 | Allianz Arena, Múnich                 | Bayern Múnich - Friburgo            |  | 7 - 0 | 1. Bundesliga 2011-12     |
| 14 | 2 de noviembre de 2011   | Allianz Arena, Múnich                 | Bayern Múnich - Napoli              |  | 3 - 2 | Liga de Campeones 2011-12 |
| 15 | 10 de marzo de 2012      | Allianz Arena, Múnich                 | Bayern Múnich - Hoffenheim          |  | 7 - 1 | 1. Bundesliga 2011-12     |
| 16 | 13 de marzo de 2012      | Allianz Arena, Múnich                 | Bayern Múnich - Basel               |  | 7 - 0 | Liga de Campeones 2011-12 |
| 17 | 16 de abril de 2013      | Allianz Arena, Múnich                 | Bayern Múnich - Wolfsburgo          |  | 6 - 1 | Copa de Alemania 2012-13  |
| 18 | 2 de abril de 2017       | BayArena, Leverkusen                  | Bayer 04 Leverkusen - Wolfsburgo    |  | 3 - 3 | 1. Bundesliga 2016-17     |

## Palmarés

### Campeonatos nacionales
| Título                | Club                      | Año     |
| --------------------- | ------------------------- | ------- |
| 1. Bundesliga         | VfB Stuttgart             | 2006-07 |
| 1. Bundesliga         | Bayern de Múnich          | 2009-10 |
| Copa de Alemania      | Bayern de Múnich          | 2009-10 |
| Supercopa de Alemania | Bayern de Múnich          | 2010    |
| 1. Bundesliga         | Bayern de Múnich          | 2012-13 |
| Copa de Alemania      | Bayern de Múnich          | 2012-13 |
| Superliga de Turquía  | Beşiktaş Jimnastik Kulübü | 2015-16 |

### Campeonatos internacionales
| Título                       | Club             | Año     |
| ---------------------------- | ---------------- | ------- |
| Liga de Campeones de la UEFA | Bayern de Múnich | 2012-13 |

### Distinciones individuales
| Distinción                                            | Año  |
| ----------------------------------------------------- | ---- |
| Futbolista del año en Alemania                        | 2007 |
| Máximo goleador de la Copa de Alemania (6 goles)      | 2008 |
| Máximo goleador de la Bundesliga (28 goles)           | 2011 |
| Goleador de la Eurocopa (3 goles)                     | 2012 |
| Máximo goleador de la Copa de Alemania (6 goles)      | 2013 |
| Máximo goleador de la Copa Italia (4 goles)           | 2015 |
| Máximo goleador de la Superliga de Turquía (26 goles) | 2016 |

## Vida personal
Los abuelos y el padre de Mario llegaron desde la localidad española de Albuñán, en Granada, a Alemania para trabajar en un vivero, y la familia se estableció en Alemania. Su madre es alemana. Sus dos apellidos vienen de su padre.